# Donja Lomnica (Vlasotince)
Donja Lomnica (em cirílico: Доња Ломница) é uma vila da Sérvia localizada no município de Vlasotince, pertencente ao distrito de Jablanica, na região de Vlasina. A sua população era de 525 habitantes segundo o censo de 2011.

## Demografia
| 1948 | 1953 | 1961 | 1971 | 1981 | 1991 | 2002 | 2011 |
| ---- | ---- | ---- | ---- | ---- | ---- | ---- | ---- |
| 476  | 522  | 608  | 628  | 634  | 597  | 591  | 525  |